# Климат Ставропольского края
Ставропольский край расположен в зоне умеренно континентального климата. Из-за расположения на водоразделе между двумя крупными морями, здесь дуют ветра как восточного, так и западного направления. Это отражается и на климатограмме края. Свою лепту местами вносит и горный рельеф. Климатический режим в течение года существенно меняется, метеорологические сезоны года, как правило, не совпадают с календарными.

## Сезонность
Зима на преобладающей части территории короткая и неустойчивая. Самый холодный месяц зимы — январь, средняя температура воздуха которого составляет минус 4—5°С. Экстремальные температуры могут достигать больших значений. Так, минимальные температуры по всей территории края (кроме Кисловодска) опускаются ниже −30°С. Самая низкая температура, отмеченная в крае — −38°С. Максимальные температуры зимой могут достигать +21°С. Лето на большей части территории наступает в первой декаде мая. На равнинах оно жаркое, сухое, в предгорьях — прохладное. Средняя месячная температура воздуха в июле, самом теплом месяце года, на равнинной части территории составляет плюс 23—25°С. Лето на Ставрополье продолжительное: около 140 дней. Максимальная температура +42°С.

## Ветровой режим и осадки
Преобладающее направление ветра — западное и восточное. Средняя скорость ветра составляет 2—5 м/с, максимальная скорость достигает 30—40 м/с. 
Распределение осадков по территории края неравномерно, особенно в горных районах, где на величину осадков влияет высота и экспозиция склонов. Количество осадков за год уменьшается с юга на север и с запада на восток и составляет в юго-восточных районах края 350—500 мм, на Ставропольской возвышенности — 600 мм, в предгорьях — 600—800 мм. Максимум осадков наблюдается летом. Продолжительность вегетационного периода — 180—185 дней.